# Военно-морские силы Кувейта
Военно-морские силы Кувейта (араб. القوة البحرية الكويتية‎) — один из видов Вооружённых сил Кувейта. Задачами ВМС Кувейта являются: охрана территориальных вод и побережья, патрулирование линий морских коммуникаций и борьба с пиратством, защита национального судоходства.

## История

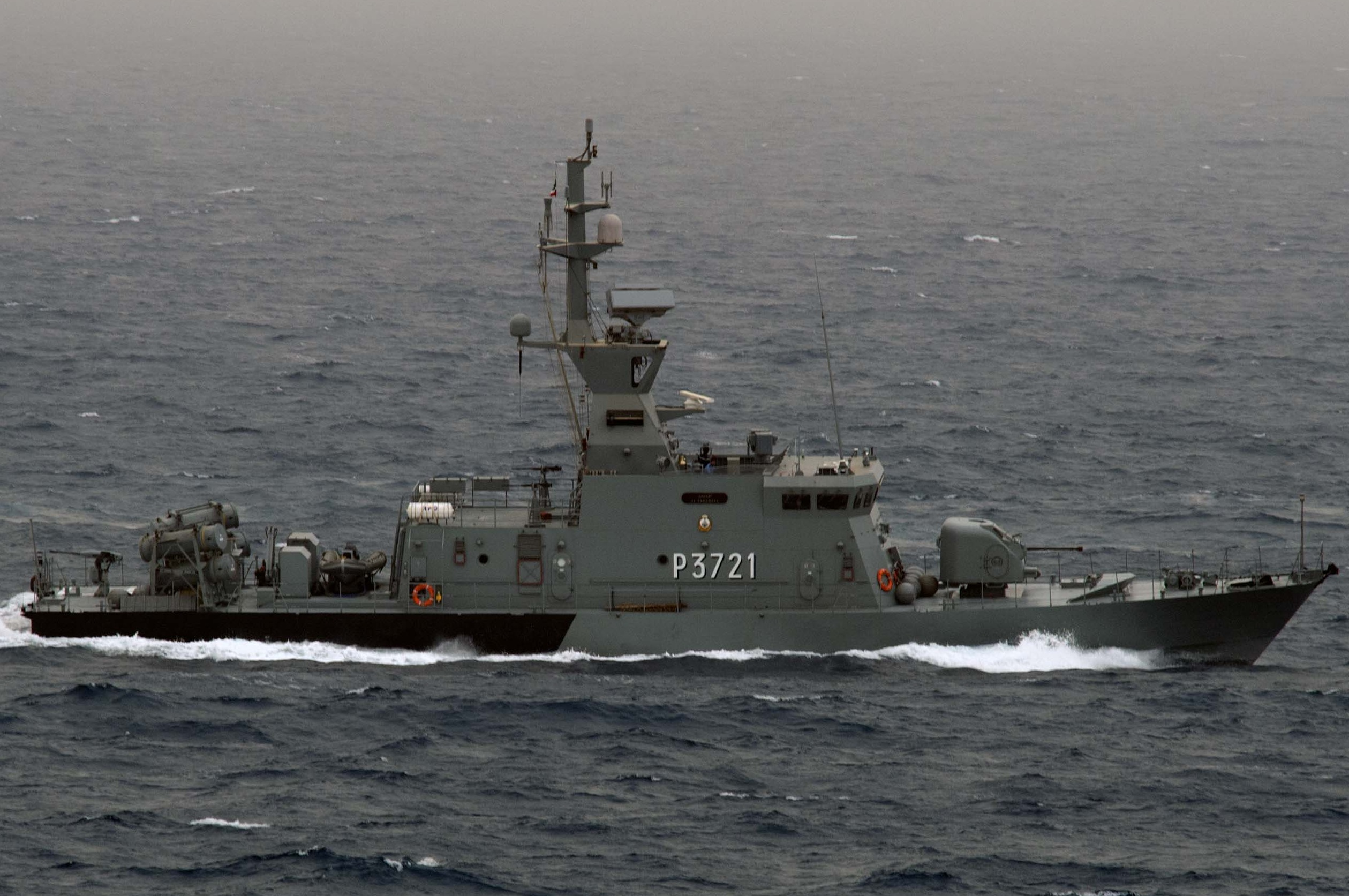
Ракетный катер «Эль-Фахайхиль» (P 3721) во время международных морских учений IMCMEX 13 в Персидском заливе

ВМС Кувейта проходят процесс восстановления после вторжения Ирака. Значительная часть кувейтского флота была захвачена иракской армией. В частности Ираком были захвачены все 4 из 4 танкодесантных кораблей британской постройки класса Cheverton Loadmaster Mk II (водоизмещение 175/420 тонн) — «Al Safar», «Al Seef», «Jalbout» и «Al Baldani». После вторжения Ирака осталось два ракетных и два сторожевых катера.
В связи с опасностью проникновения Исламского государства на акваторию Персидского залива генеральный секретарь ССАГПЗ в Эль-Кувейте озвучил возможность создания объединённых военно-морских сил арабских монархий Персидского залива.

## Организационный состав
В национальных ВМС служит 2000 человек, в том числе 500 человек в береговой охране. ВМС Кувейта заказали три минно-тральных корабля

## Пункты базирования
Штаб ВМС расположен в Эль-Кувейте, главная военно-морская база расположена у мыса Эль-Кулайа (رأس القليعة‎) в районе Эль-Джулая.

## Боевая техника
- ВМС: 10 РКА (1 TNC-45, 1 FPB-57, 8 «Умм-эль-Марадим» («Комбатан I» с ПКРК Sea Skua)), 12 патрульных катеров, 2 десантных катера, 1 вспомогательное судно.
- БОХР: 4 ПКА, 30 катеров.
- ВМС Кувейта не имеют военно-морской авиации.